# Pelastoneurus currani
Pelastoneurus currani är en tvåvingeart som först beskrevs av Van Duzee 1931. Pelastoneurus currani ingår i släktet Pelastoneurus och familjen styltflugor.
Artens utbredningsområde är Panama. Inga underarter finns listade i Catalogue of Life.